# Ruth Sagall
Ruth Sagall (hebräisch רות סגל; * 9. Juni 1929 in Kattowitz, Polen; † 7. August 2021 in Haifa) war eine israelische Schauspielerin.

## Leben
Sagall wurde 1929 im polnischen Kattowitz geboren. Sie überlebte im Haushalt einer christlichen Familie, wobei sie sich als christliches Mädchen ausgab. Sie verarbeitete ihre Zeit während des Holocaust in ihrer Autobiografie Guya im nimshim (גויה עם נמשים, dt. etwa Goya mit Sommersprossen), das 2002 bei Am Oved erschien.
Sagall wanderte 1946 nach Israel aus. Im Jahr 1956 studierte sie Schauspiel an der von Ernest Sterndale Bennett gegründeten Canadian Theatre School (CTS) in Toronto. Nach Abschluss des Studiums kehrte Sagall 1962 nach Israel zurück und wurde im selben Jahr als Mitglied des Haifa Theaters aufgenommen. Sie gehörte zum Stammensemble des Theaters und war in zahlreichen Hauptrollen zu sehen, darunter als Eliza Doolittle in George Bernard Shaws Pygmalion, als Mascha in Anton Tschechows Drei Schwestern und als Amme in August Strindbergs Der Vater. An anderen Bühnen, so dem Beit-Lessin-Theater in Tel Aviv, war sie als Gastdarstellerin zu sehen. Aryeh Yas schrieb für sie das Solostück Pnuya lehitza'ot (פנויה להצעות, dt. etwa Offen für Vorschläge), mit dem sie auch auf Festivaltour außerhalb Israels ging. Für ihre Darstellung in Der Pflug und die Sterne von Sean O’Casey unter der Regie von Oded Kotler wurde sie 1972 mit dem Margalit-Preis als herausragende Theaterdarstellerin ausgezeichnet.
Gelegentlich war Sagall in Filmen zu sehen. Zudem führte sie auch Theaterregie. Die Aufführung ihres eigenen Debüts als Bühnenautorin Prachim lechagit (פרחים לחגית, dt. etwa Blumen zum Feiertag) erlebte sie nicht mehr. Sagall wurde 2001 mit dem Bürgerpreis der Stadt Haifa für „ihren langjährigen Beitrag zum kulturellen Leben Haifas und des ganzen Landes“ ausgezeichnet.
Sagall war verheiratet. Sie hatte zwei Kinder, darunter den späteren Schauspieler und Drehbuchautor Jonathan Sagall. Sie verstarb 2021 in Haifa und wurde auf dem dortigen Friedhof Sde Yehoshua (Kfar Samir) beigesetzt.

## Filmografie
- 1967: Isha B'Heder Hashanei
- 1974: MeAchorey HaGader (TV)
- 1977: Doda Clara
- 1977: Fantasia Al Noseh Romanti
- 1987: Bouba
- 2006: Eskimosim ba Galil
- 2008: Ima shel Valentina